# Manfred Enning
Manfred Enning (* 1959 in Köln) ist deutscher Maschinenbauingenieur und Professor für Bahnsystemtechnik an der FH Aachen.

## Leben
Nach dem Besuch des Humboldt-Gymnasiums zu Köln nahm Manfred Enning 1977 ein Studium des Maschinenbaus an der RWTH Aachen auf. Das Studium schloss er 1984 mit einer Abschlussarbeit zu „Entwurf, Realisation und Untersuchung eines schnellen Optimierungsverfahrens zur Steuerung von Umschlaganlagen des kombinierten Ladungsverkehrs“ als Diplom-Ingenieur ab.
Anschließend wurde er wissenschaftlicher Mitarbeiter am Institut für Regelungstechnik der RWTH Aachen, wo er 1990 mit einer Dissertation zum Thema „Beitrag zur Dickenregelung beim Gießwalzen von Bändern“ zum Dr.-Ing. promoviert wurde. Bis zu seinem Ruf an die FH Aachen war er am Institut für Regelungstechnik tätig, zuletzt als akademischer Direktor.
Im Jahr 2010 wurde Manfred Enning auf die Professur für Bahnsystemtechnik an der FH Aachen berufen, wo er den neu eingerichteten Studiengang Schienenfahrzeugtechnik und die zugehörige Forschung am Fachbereich Maschinenbau und Mechatronik aufbaute.
Manfred Enning ist verheiratet und hat zwei Töchter.

## Schriften
Manfred Enning ist Autor und Koautor von mehr als 50 Veröffentlichungen, davon viele zu Entwicklungen im Schienengüterverkehr. Im Folgenden wird eine Auswahl, die das Forschungsinteresse von Manfred Enning in diesem Bereich widerspiegelt, präsentiert:
- Automation of the Freight Wagon Subsystem, Kapitel in New Research in Railway Engineering and Transport, Intech Open 2023[2]
- A risk-based approach to automatic brake tests for rail freight service: incident analysis and realisation concept, Springer Nature Applied Science 4(4), 2022[3]
- Dreiteilige Serie Güterwagen 4.0 – Der Güterwagen für das Internet der Dinge:
  - Teil 1: Gesamtsystembetrachtung und grundlegendes Konzept, Eisenbahntechnische Rundschau 1/2, 2017[4]
  - Teil 2: Ausgewählte technische Aspekte und Prozesse, Eisenbahntechnische Rundschau 5, 2017[5]
  - Teil 3: Einführungsszenarien für aktive, kommunikative Güterwagen, Eisenbahntechnische Rundschau 5, 2018[6]
- Stromversorgung auf Güterwagen – Aktuelle Bemühungen zur Standardisierung, Eisenbahntechnische Rundschau 11, 2019
- Fahrzeugtechnische Machbarkeitsstudie eines selbstangetriebenen Güterwagens für das System FlexCargoRail, ZEVrail: Glasers Annalen 133, 2009

## Ehrenamtliches Engagement
Manfred Enning ist ehrenamtlich im wissenschaftlicher Beirat des Technischen Innovationskreis Schienengüterverkehr, als Mitglied des Fachbeirats Bahntechnik des VDI sowie im wissenschaftlichen Beirat des Bahnverband e.V. tätig.